# Bob Hill (sciatore)
Bob Hill (...) è un ex sciatore alpino statunitense.

## Biografia
Specialista dello slalom gigante originario di Rutland, Hill nella stagione 1977-1978 in Nor-Am Cup vinse la classifica di specialità; non prese parte a rassegne olimpiche e non ottenne piazzamenti in Coppa del Mondo o ai Campionati mondiali. Partecipò al circuito universitario nordamericano (NCAA) e fu tra i fondatori del Killington Ski Club.

## Palmarès

### Nor-Am Cup
- Vincitore della classifica di slalom gigante nel 1978[senza fonte]